# Cottus hispaniolensis
El cavilat o cottus hispaniolensis és una espècie de peix pertanyent a la família dels còtids.

## Descripció
És un peti peix d'aigua dolça d'entre deu i quinze centímetres (màxim fins a 18), bentopelàgic i de clima subtropical. Es troba a Europa a la conca meridional del riu Garona. És inofensiu per als humans. S'alimenta sobretot d'invertebrats aquàtics.
Era en perill d'extinció. El 2014, la companyia d'energia Endesa va col·laborar en la reintroducció d'aquest peix en aquesta conca.